# Luke McGregor
Luke William McGregor (Hobart, 1983) es un comediante y actor australiano, que se ha presentado en varios festivales de comedia nacionales e internacionales. 

## Carrera temprana y educación
McGregor creció en Hobart, Tasmania, y asistió a Dominic College y la Universidad de Tasmania , donde pasó siete años estudiando leyes, filosofía, enseñanza, física y medicina, antes de graduarse con una licenciatura combinada en Artes y una Licenciatura en Economía en 2007.  Trabajó para Centrelink y Medicare , como analista del centro de llamadas, en jubilación y de repartidor de pizzas. 
En 2008 inició su carrera en la comedia, y fue finalista nacional en Raw Comedy .

## Carrera
McGregor fue miembro del reparto de la producción insignia de RMITV , Studio A  hasta su última temporada en 2011.  En 2014, McGregor apareció como invitado en Dirty Laundry Live .
Se presentó por primera vez en el Festival Internacional de Comedia de Melbourne en 2013, ganando el premio al Mejor recién llegado por su programa My Soulmate is Out of My League.  Una revisión del programa apareció en el Herald Sun, que le dio al programa una calificación de cuatro estrellas.  También ha actuado en el Festival de Edimburgo Fringe . 
Él ha tenido papeles en It's a Date en 2013, seguido de The Time of Our Lives , Legally Brown y Utopia en 2014.  En 2016 colaboró con Celia Pacquola para escribir y protagonizar la serie Rosehaven .
Sus seis partes de la serie documental de comedia Luke Warm Sex , un programa sobre sexualidad e imagen corporal, comenzaron a emitirse en el ABC en marzo de 2016. 

## Filmografía
| Televisión / En Vivo                           | Año           | Papel           | Notas                             |
| ---------------------------------------------- | ------------- | --------------- | --------------------------------- |
| Comedia cruda                                  | 2008          | Él mismo        | Finalista                         |
| Estudio a                                      | 2008-11       | Él mismo        |                                   |
| Festival Internacional de Comedia de Melbourne | 2013          | Él mismo        | Premio ganado; "Mejor Revelación" |
| Es una cita                                    | 2013          | Kevin           | Episodio 2                        |
| El tiempo de nuestras vidas                    | 2013-14       | Lucas           |                                   |
| Legalmente marrón                              | 2013-14       |                 |                                   |
| Ropa sucia en vivo                             | 2014          | Él mismo        | huésped                           |
| utopía                                         | 2014-15       | Hugh            | Temporada 1 y 2                   |
| Rosehaven                                      | 2016-presente | Daniel McCallum | Co Star y Coescritor              |
| Luke Warm Sex                                  | 2016          | Él mismo        | Escritor, Anfitrión               |
| Hughesy, tenemos un problema                   | 2018          | Él mismo        |                                   |
| Muéstrame la película!                         | 2019          | Él mismo        |                                   |

## Premios
- Mejor recién llegado, Festival Internacional de Comedia de Melbourne , 2013[6][7]
- Mejor guion de comedia, Premios AWGIE , 2017 para Rosehaven coescrito con Celia Pacquola .